# Квінт Марцій Турбон
Квінт Марцій Турбон Фронтон Публіцій Север (*Quintus Marcius Turbo Fronto Publicius Severus, д/н — після 134) — державний та військовий діяч Римської імперії.

## Життєпис
Походив зі стану вершників Марціїв Турбонів. Про батьків немає відомостей. Народився у м. Епідавр (провінція Дальмація). Обрав для себе кар'єру військовика. У 95 році був центуріоном II Допоміжного легіону в Аквінку (Паннонія). У 103 стає центуріоном-приміпілом. Тут познайомився й потоваришував з майбутнім імператором Адріаном. На цій посаді залишався до 107 року.
У 110–113 роках був прокуратором гладіаторської школи у Римі. У 113 році призначається префектом Мізенського флоту. У 114–116 роках звитяжив під час війни із Парфією, що було відмічено імператором Траяном. У 116–117 роках брав участь у придушенні юдейського повстання в Єгипті та Киренаїці.
З 117 до 118 року був прокуратором в Мавретанії Цезарійській та Мавританії Тінгітані. У 118 році Турбон отримав посаду префекта Єгипту, але виконував ці обов'язки номінально.
Того ж року Адріан доручив Турбону одночасне намісництво в двох провінціях — в Дакії і в Нижній Паннонії — призначення екстраординарне, викликане нападом сарматських племен — язигів. Марцій Турбон зумів завдати ворогові рішучої поразки.
У намісництво Турбона відбулася військово-адміністративна і територіальна реорганізація провінції Дакія, яка була розділена на дві провінції — Верхню Дакію, що охоплювала центральні і північні райони провінції, і Нижню Дакію, до якої входили південно-східні області сучасних Трансільванії і Олтенії.
У 119 році призначається префектом преторієм. Під час частих подорожей імператора Адріана Турбон фактично був його заступником у Римі. Втім після 134 року відомості про нього зникають. За однією версією, Адріан відсторонив Марція від влади, за іншою — той помер.

## Родина
Квінт Марцій, перебуваючи в Дакії, усиновив двох синів Тіта Флавія Лонгіна, декуріона столиці провінції Сармізегетуза. Вони отримали імена Тіта Флавія Пріска Галонія Фронтона Квінта Марція Турбона, який став прокуратором Нижньої Дакії, а потім Мавретанії Цезарейської, та Тіт Флавія Лонгіна Квінта Марція Турбона, який став консулом-суфектом у 149 році.